# جنگ صلیبی ۱۱۹۷

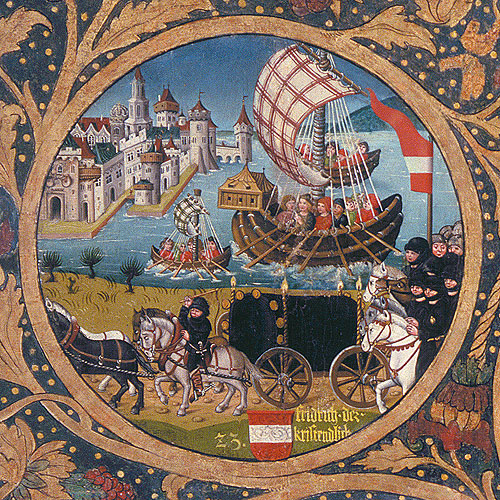
Herzog Friedrich

جنگ صلیبی ۱۱۹۷ (آلمانی: Kreuzzug Heinrichs VI.) همچنین شناخته شده با نام جنگ‌های صلیبی هاینریش ششم یا جنگ صلیبی آلمانی، بخشی از جنگ‌های صلیبی در اراضی مقدس است. این جنگ صلیبی توسط هاینریش ششم، امپراتور مقدس روم از خاندان اشتاوفر، در پاسخ به تلاش پدرش فریدریش بارباروسا برای فتح سرزمین‌های مقدس در طول سومین جنگ صلیبی (۱۱۸۹–۱۱۹۰) بود که فرجام او غرق شدن در رودخانه و ناکامی در این امر بود، این عملیات همچنین به همین دلیل به نام جنگ‌های صلیبی امپراتور هم نامیده می‌شد.